# Monte della Strega
Monte della Strega è un rilievo dell'Appennino abruzzese, tra il Lazio e l'Abruzzo,  tra la provincia di Frosinone e la provincia dell'Aquila, tra i comuni di Campoli Appennino e Pescasseroli, all'interno del Parco nazionale d'Abruzzo, Lazio e Molise.